# 不思議 (アルバム)
『不思議』（ふしぎ）は、日本の歌手中森明菜の9枚目のスタジオ・アルバム。このアルバムは1986年8月11日にワーナー・パイオニアよりリリースされた (LP: L-12595, CT: LKF-8095, CD: 32XL-155)。

## 概要
1. 子夜叮嚀「Back door night」
2. 新的一代「ニュー・ジェネレーション」
3. 愛的迷宮「Labyrinth」
4. 木偶「マリオネット」
5. 為你着迷「幻惑されて」
6. 赤裸的心「ガラスの心」
7. 早來的憂鬱「Teen-age blue」
8. 情火「燠火」
9. 等我一下「Wait for me」
10. 最後一舞「Mushroom dance」

『不思議』は、中森にとって初となるセルフプロデュース作品で、「明菜最大の問題作」とも形容された通算9枚目となるスタジオ・アルバムである。このアルバムは、1986年8月11日に、LP (L-12595)とコンパクトカセット (LKF-8095)とCD (32XL-155)の3形態で同時発売された。
アナログレコードの初回プレス盤20万枚のB面は、夜光塗料で描かれた「不思議」の文字が浮かび上がる片面ピクチャー・レコード仕様となっている（A面はピクチャー・レーベルの黒盤で、通常盤はA・B面共にピクチャー・レーベルの黒盤）。香港盤では、帯部分がジャケットに直刷りされ、レコード本体はクリアレコードである。
ディスクジャケットの衣装・メイクは、中森がハワイで見つけたディゴドンという人形をモチーフにした。中森は、本アルバムについて、映画『エクソシスト』の音楽（マイク・オールドフィールドのアルバム『チューブラー・ベルズ』）からインスパイアされたものであるという発言を残している。レコーディングは、Sedic Audio Studio、サウンドインスタジオ、Freedom Studio、Sound ATELIER、チェリーアイランド・スタジオで行われた。シングル楽曲は収録していない。
ディレクターの藤倉克己によると、そろそろコンセプト・アルバムを作ろうと話していたところ、「不思議」というコンセプトを中森から持ちかけてきたという。この企画に関心を持った時期は、1985年の初頭であった。その後、のちにシングル「TATTOO」を手掛けている関根安里らのEUROX、吉田美奈子、SANDII & THE SUNSETS（SANDII、久保田真箏、井上ケン一）らの楽曲が選定され、レコーディング作業は、1986年の正月から2月まで、トラックダウンは5月の初めまで期間を要した。
1回目のトラックダウン終了後、中森は「そのミキシングでは"カッコいいけど、不思議じゃないネ？"」と発言。その後、コ・プロデュース的に関わったEUROXによるアレンジに変更。サウンドとヴォーカルがひとまとまりとなって聴こえる2回目のトラックダウンが行われた。ミキシングに関しては、もともと中森のアイデアにより、ヴォーカルを小さく処理したとディレクターの藤倉は明かしている。本作のコンセプトは、声も楽器の一部であるというものであった。EUROXについては、アレンジ面でも協力が得られたことで、本作のアルバム・クレジットに「EUROXのお蔭で、この作品を作ることが出来た」との記述がされている。『Hotwax presents 歌謡曲 名曲名盤ガイド 1980's』の馬飼野元宏によると本作は、全曲ヴォコーダー処理が施されたことによりサウンドとヴォーカルが一体化したことで、「リバーブ音だけが聴き手に届くような作り。」であると指摘している。なおこのアルバムの候補曲には、同年9月25日に発売したシングル「Fin」とB面曲「危ないMON AMOUR」が含まれていた。本作発売後、レコード会社に購入者から「ヴォーカルがよく聞き取れない。不良品ではないのか？」との問い合わせが絶えなかったという。
リリース前の1986年7月12日より、本作を引っ提げた全国コンサート・ツアーLIGHT & SHADEが開催された。また、1987年2月4日からマンスリー出演したフジテレビ系の音楽番組『夜のヒットスタジオDELUXE』では、マンスリー1周目に本作から「Back door night」、「マリオネット」をテレビ披露した。当初は「テレビでは、この作品のイメージどおりに表現出来ない。」とのことで、この2曲による出演を断った経緯があるが、スタッフの厚い要望のもと明菜も出演を承諾し、このアルバムのイメージに極力近づける形で放送された。このイメージを壊さないために、セット、ライティング、映像の写し方まで拘ったそうである。その後、2003年の全国コンサート・ツアーAKINA NAKAMORI LIVE TOUR 2003 - I hope so -にて、このアルバムから「燠火」と「マリオネット」を披露した。
本作リリースの2年後の1988年には、本作から「Labyrinth」、「燠火」、「ガラスの心」、「マリオネット」、「Teen-age blue」の5曲を歌い直し、新曲「不思議」を加えた全6曲収録のミニ・アルバム『Wonder』をリリースした。

## 批評
『CDジャーナル』は本作について「初めて聴くと、何かが足りないのではないかという疑問と不安が入り交ったフクザツな気持になる。そう、それを意図した作品のようだ」とコメントした。『Hotwax presents 歌謡曲 名曲名盤ガイド 1980's』の馬飼野元宏は「いつも以上にうねるようなパワー全開唱法は、心理描写に傾いた歌詞とあいまって扇情的で、曲によってはオカルティック。」と批評した。さらに、「彼女の声も楽器の一部なのだ。」と付け加えた。Sighの川嶋未来は、「ゴブリンの楽曲あたりも分析、参考にしたのだろう、ホラーファンにはなじみのアレンジ、フレーズが満載」で、「『マリオネット』のの〔ママ〕バイオリンなど、随所に『チューブラー・ベルズ』を下敷きとしたミニマルなフレーズが散りばめられている」と指摘し、「ホラーファンにこそ是非とも聞いて頂きたい名作」と評価している。

## 記録
本作はオリコン週間LP&TAPESチャートの1986年8月25日付で初登場し最高順位1位を記録後、翌々週の1986年9月8日付まで3週連続で1位を獲得。1986年のオリコン年間アルバムチャートでは15位を記録した。

## 収録曲
| #         | タイトル                     | 作詞       | 作曲                   | 編曲                               | 時間  |
| --------- | ---------------------------- | ---------- | ---------------------- | ---------------------------------- | ----- |
| 1.        | 「Back door night」          | 麻生圭子   | EUROX                  | EUROX                              | 5:33  |
| 2.        | 「ニュー・ジェネレーション」 | 竹花いち子 | EUROX                  | EUROX                              | 3:59  |
| 3.        | 「Labyrinth」                | 麻生圭子   | EUROX                  | EUROX                              | 4:50  |
| 4.        | 「マリオネット」             | 安岡孝章   | 安岡孝章               | EUROX                              | 4:21  |
| 5.        | 「幻惑されて」               | 吉田美奈子 | EUROX                  | EUROX                              | 4:11  |
| 6.        | 「ガラスの心」               | SANDII     | 久保田麻琴             | 井上鑑                             | 4:24  |
| 7.        | 「Teen-age blue」            | 吉田美奈子 | 吉田美奈子             | 椎名和夫                           | 4:14  |
| 8.        | 「燠火（おきび）」           | 吉田美奈子 | 吉田美奈子             | 吉田美奈子、椎名和夫（ブラス編曲） | 4:08  |
| 9.        | 「Wait for me」              | SHOW       | EUROX                  | EUROX                              | 4:55  |
| 10.       | 「Mushroom dance」           | SANDII     | 久保田麻琴・井上ケン一 | EUROX                              | 4:33  |
| 合計時間: | 合計時間:                    | 合計時間:  | 合計時間:              | 合計時間:                          | 45:08 |

## クレジット
『不思議』のライナー・ノーツより
参加ミュージシャン
| - 関根安里 (EUROX)：バイオリン (M-1-2、4、9)、キーボード (M-1-5、9-10)、コーラス (M-3、9-10) - 栗原務 (EUROX)：ギター (M-1-5、9-10) - 岡野治雄 (EUROX)：ベース (M-1-5、9-10)、コーラス (M-2) - 長谷川勇 (EUROX)：コーラス (M-2-3、9-10) - Eve：コーラス (M-2-3、6、9) - Yoshimi Niikura：コーラス (M-3、10) | - 藤倉克己：コーラス (M-3) - 吉田美奈子：コーラス (M-5、8) - 井上鑑：キーボード (M-6) - 今剛：ギター (M-6) - 美久月千晴：ベース (M-6) - 山木秀夫：ドラムス (M-6) - 椎名和夫：キーボード、コーラス (M-7) - 中村哲：キーボード (M-7) | - 数原晋：トランペット (M-7-8) - 山川恵津子：コーラス (M-7) - 比山清：コーラス (M-7) - 富樫春生：キーボード (M-8) - アントン・フィアー：ドラムス (M-8) - ジェイク・コンセプション：サックス (M-8) - 麻生圭子：コーラス (M-10) |

スタッフ
| - プロデューサー：中森明菜 - ディレクター：藤倉克己 - リミックス&マスター：石崎信郎 - アシスタント・エンジニア：Hiroyuki Satoh、Motonari Matsumoto、Yasu Itoh、Mr. Kenmochi - Mixed at Music Inn Studio、Sedic Audio Studio、ワーナー・パイオニア・スタジオ | - Mastered at ワーナー・パイオニア・スタジオ - 撮影：塚田和徳 - スタイリスト：東野邦子 - ヘア&メーク・アップ：矢の澄生 - カバー・デザイン：持田恭男 | - マネジメント：茅根浩康（研音）、名幸房則（研音） - Special Thanks to EUROX for making this record possible、吉田美奈子、Paul Ewing、Maggie Ng、David Wong、Yasunari Ishimura、NOAH CORPORATION、(RIGODON) |

## リリース履歴
| 発売日        | レーベル             | 規格                       | 品番       | 備考                           |
| ------------- | -------------------- | -------------------------- | ---------- | ------------------------------ |
| 1986年8月11日 | ワーナー・パイオニア | LP                         | L-12595    |                                |
| 1986年8月11日 | ワーナー・パイオニア | CT                         | LKF-8095   |                                |
| 1986年8月11日 | ワーナー・パイオニア | CD                         | 32XL-155   |                                |
| 1991年7月17日 | ワーナー・パイオニア | CD                         | WPCL-420   | 廉価盤、紙帯                   |
| 1996年4月25日 | ワーナー・パイオニア | CD                         | WPC6-8190  | 音泉1500シリーズ、Q盤          |
| 2006年6月21日 | ワーナー・パイオニア | CD、デジタル・ダウンロード | WPCL-10286 | 紙ジャケット仕様完全生産限定盤 |
| 2006年7月5日  | ワーナー・パイオニア | デジタル・ダウンロード     | N/A        | [ 18 ]                         |
| 2012年8月22日 | ワーナー・パイオニア | SACD/CDハイブリッド        | WPCL-11144 | 紙ジャケット仕様完全生産限定盤 |
| 2014年1月29日 | ワーナー・パイオニア | CD                         | WPCL-11730 | 廉価盤、赤帯                   |
| 2018年7月4日  | ワーナー・パイオニア | LP                         | WPJL-10093 | 高音質180g重量盤               |

## 参照
1. 1 2 3 4 5 6 7 8 9 10  『不思議』（LP）中森明菜、ワーナー・パイオニア、1986年8月11日。L-12595。
2. 1 2  “iTunes - ミュージック - 中森明菜「不思議」”.  Apple. 2012年12月9日閲覧。
3. 1 2 3  『ALBUM CHART-BOOK COMPLETE EDITION 1970 〜 2005』オリコン・マーケティング・プロモーション、2006年4月25日、455-457、883頁頁。ISBN 4871310779。
4. 1 2  オリコンランキング情報サービス「you大樹」
5. 1 2 3 4 5 6  馬飼野元宏『Hotwax presents 歌謡曲 名曲名盤ガイド 1980's』シンコーミュージック・エンタテイメント、2006年7月20日、69、220-222頁頁。ISBN 440175106X。
6. 1 2 3  “中森明菜 / 不思議 [再発] [CD] [アルバム] - CDJournal.com”.   音楽出版社. 2011年3月13日閲覧。
7. 1 2  “不思議 | 中森明菜 | ワーナーミュージック・ジャパン - Warner Music Japan”.  ワーナーミュージック・ジャパン. 2011年3月13日閲覧。
8. 1 2 3 4  『AKINA』（4×12cmCD）中森明菜、ワーナーミュージック・ジャパン、1993年11月10日。WPCL-770〜3。
9. ↑  梅本直志「中森明菜◎不思議」『よい子の歌謡曲』通巻29号、「よい子の歌謡曲」編集部、1986年、24頁。
10. 1 2 3 4 5 6 7 8 9  『オリコン・ウィークリー』第8巻第37号、オリジナルコンフィデンス、1986年9月15日、15頁、通巻363号。
11. ↑  “diskunion: EUROX / メガトレンド+2”.  ディスクユニオン. 2011年6月25日閲覧。
12. ↑  レコード検定協議会 編「中森明菜」『音楽CD検定公式ガイドブック（下） - CDジャーナル（編）』音楽出版社、2007年5月31日、135頁。ISBN 4861710308。2012年3月15日閲覧。
13. ↑  （1986年） 中森明菜『LIGHT & SHADE』のツアー・パンフレット. ケン企画
14. ↑  『中森明菜 IN 夜のヒットスタジオ』（6DVD）中森明菜、ユニバーサルミュージック、2010年12月22日、2頁。POBD-22017/22。
15. ↑  『Live tour 2003 〜I hope so〜』（DVD）中森明菜、ユニバーサルJ、2003年12月17日。UMBK-1073。
16. ↑  川嶋未来 (2017年5月29日). “重厚音楽考察「ホラー映画サウンドトラックの系譜に連なる中森明菜」”.  ペキンパー. 2018年10月22日閲覧。
17. ↑  “中森明菜-リリース-ORICON STYLE ミュージック”.  オリコン. 2012年3月15日閲覧。
18. ↑  “音楽ダウンロード・音楽配信サイト　mora 〜“WALKMAN”公式ミュージックストア〜”.  レーベルゲート. 2012年12月9日閲覧。
19. ↑  “中森明菜 / 不思議 [SA-CDハイブリッドCD] [紙ジャケット仕様] [限定] [CD] [アルバム] - CDJournal.com”.   音楽出版社. 2012年7月25日閲覧。